# Argument du rêve

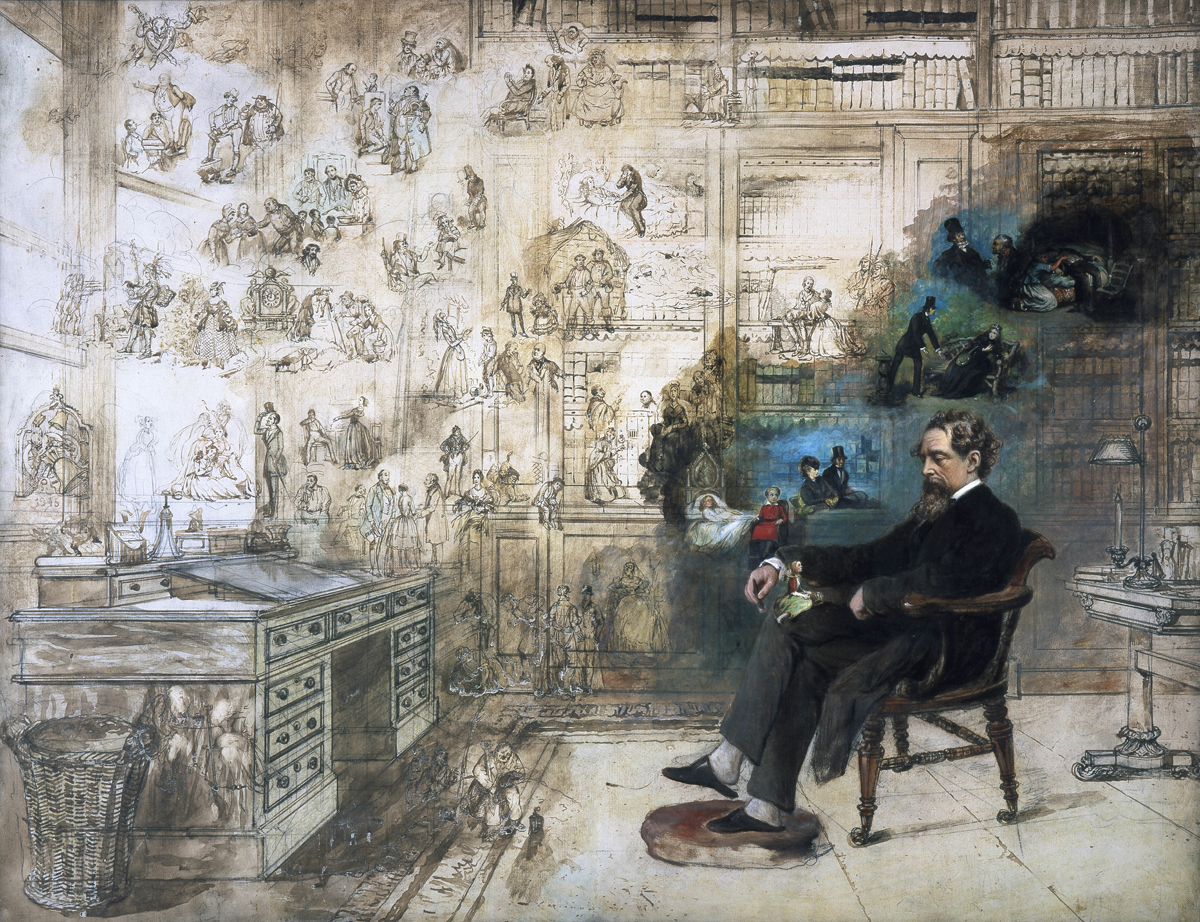
Le Rêve de Dickens (Dickens' Dream) tableau inachevé de Robert William Buss (1804-1875) (Musée Charles Dickens de Londres).

L’argument du rêve est l'affirmation que l'acte de rêver fournit une évidence intuitive telle qu'elle ne peut pas être distinguée de celles que nos sens nous fournissent à l'état de veille, et que, pour cette raison, nous ne pouvons pas accorder une entière confiance aux sens que nous utilisons pour distinguer la réalité de l'illusion. En conséquence, tout vécu provenant de nos sens devrait au moins être examiné avec attention et rigoureusement testé pour déterminer s'il renvoie vraiment à la « réalité ».

## Argument
Lorsque les gens rêvent, ils ne se rendent généralement pas compte qu'ils sont en train de rêver. Ceci a amené les philosophes à se demander si nous n'étions pas constamment en train de rêver, au lieu d'être dans la réalité éveillée comme nous le croyons ; ou du moins, à remarquer que nous ne pouvons pas être certains que nous ne sommes pas en train de rêver. Il s'agit d'une stratégie sceptique.

## Dans l'Antiquité
Cette hypothèse est formulée dans l'Antiquité grecque par Platon puis Aristote , dans l'objectif de réfuter l'empirisme supposé d'Héraclite et de Protagoras. En effet, d'après la reconstitution de leurs arguments par Platon puis son disciple Aristote, Héraclite soutiendrait le caractère mouvant de toutes choses et Protagoras l'impossibilité de connaître une chose de façon absolue, à cause de la relativité de la sensation de chaque homme. Ainsi, la critique de la sensation comme seule source de connaissance au moyen de l'argument du rêve permet à Platon et Aristote d'affirmer une position « rationaliste », c'est-à-dire admettant la possibilité de connaître l'essence fixe des choses par-delà les variations sensibles qui ne font l'objet que d'opinions et non de science. Ce rationalisme tient les idées ou formes intelligibles (dans le cas de Platon) ou les conclusions des raisonnements scientifiques (selon Aristote) pour réels ou vrais, alors que la sensation ne peut à elle seule garantir une quelconque vérité ou réalité.
L'argument est utilisé à la même époque dans la philosophie chinoise par Tchouang-tseu : c'est l'expérience de pensée du rêve du papillon. Le philosophe s'identifie avec un papillon, ne sachant pas s'il est Tchouang-tseu qui rêva d'être un papillon ou s'il est un papillon qui rêve d'être Tchouang-tseu, après son supposé réveil.
Les philosophes sceptiques reprendront l'argument (Énésidème, quatrième trope), dans un but tout à fait différent de Platon et Aristote : il s'agit d'une stratégie visant à mettre en échec toute certitude et toute connaissance définitive. L'argument prend ainsi place dans les tropes qui cherchent le relativisme et la suspension du jugement. Quant au stoïcien Sénèque, il parle de la « Divinité qui enveloppe dans un long songe trompeur » les « pauvres âmes sans consistance », dans le but de valoriser les vrais biens qui sont intérieurs. L'argument sera réutilisé par Pascal dans un sens moraliste et apologétique.

## Modernité

### La critique cartésienne de la sensation
L'argument du rêve a reçu une attention notoire, dans la philosophie moderne, de la part de René Descartes. D'après Adrien Baillet, Descartes fit dans sa jeunesse, en 1619, trois songes qui décidèrent de sa vocation philosophique et scientifique. Dans le troisième songe notamment, Descartes rêve d'un dictionnaire de poésie et « ce qu'il y a de singulier à remarquer, c'est que doutant si ce qu'il venait de voir était songe ou vision, non seulement il décida en dormant que c'était un songe, mais il en fit encore l'interprétation avant que le sommeil le quittât ». Descartes interprète son propre rêve comme la vision de l'esprit de vérité, qui lui communique le désir enthousiaste de développer les sciences, désir qui retombe peu après son réveil pour ne revenir que plus tard. Descartes gardera de ces rêves une estime pour la forme poétique. Grimaldi note le goût de Descartes pour la simulation de la réalité dès cette époque. 
Descartes se sert de l'argument du rêve dans les Méditations métaphysiques pour montrer le caractère incertain des informations données par les sens. L'argument prend ainsi place dans une suite d'expériences de pensée : les illusions d'optique, puis la folie et le malin génie. Descartes met l'accent sur le caractère réaliste du rêve, et la difficulté de le discerner de la sensation à l'état de veille : « Combien de fois m’est-il arrivé de songer, la nuit, que j’étais en ce lieu, que j’étais habillé, que j’étais auprès du feu, quoique je fusse tout nu dedans mon lit ? » Mais cet argument, s'il est pertinent pour remettre en cause la connaissance sensible, ne permet pas de faire vaciller les connaissances mathématiques, ce pourquoi Descartes en cherche d'autres, pour aboutir au malin génie. Descartes finit par donner lui-même la réfutation de cet argument du rêve : « notre mémoire ne peut jamais lier et joindre nos songes les uns aux autres et avec toute la suite de notre vie, ainsi qu’elle a de coutume de joindre les choses qui nous arrivent étant éveillés. » C'est la continuité qui va permettre de distinguer le rêve de la veille. Descartes soutient dans sa correspondance avec Élisabeth de Bohême qu'il est possible de maîtriser ses songes, par l'accoutumance et le travail sur ses émotions : « ainsi je puis dire que mes songes ne me représentent jamais rien de fâcheux, et sans doute qu’on a grand avantage de s’être dès longtemps accoutumé à n’avoir point de tristes pensées ».

### L'apologétique pascalienne
Cette même continuité sert à distinguer le rêve de la réalité chez Pascal, qui utilise l'argument du rêve pour nous faire douter de la valeur des biens de ce monde. Il compare un roi qui rêverait chaque nuit qu'il est artisan, et un artisan qui rêverait chaque nuit qu'il est roi : les effets psychologiques seraient similaires selon le philosophe, procurant ainsi la même quantité de joie et de peine dans l'un et l'autre cas. Même chose pour les cauchemars et les rêves de fantômes effrayants. Cela montrerait que l'illusion de bonheur et le bonheur terrestre sont identiques, et pris naïvement pour le bonheur réel par les hommes. L'argument prend alors une tonalité morale et le scepticisme est ici au service de la religion chrétienne : il s'agit de démontrer la vanité du bonheur obtenu par les moyens terrestres, au profit du salut et de la foi en l'existence céleste. Pascal fait d'ailleurs une allusion à la pièce de théâtre de Calderón, dont il cite le titre : La vie est un songe (« un peu moins inconstant »).

## Dans la pensée contemporaine
Après Descartes et Pascal, Hilary Putnam, à travers son expérience de pensée du « cerveau dans la cuve », reprend l'argument du rêve pour mettre à l'épreuve le scepticisme à nouveaux frais. Le principe sera repris dans le film Matrix. L'argument du rêve est réinterprété à partir de la réalité simulée et de l'hypothèse de simulation.
Le rêve est également rapproché de l'hallucination par Sigmund Freud : il utilise des mécanismes de défense qui modifient la perception de la réalité (comme le déplacement).

## Dans les arts
- La vie est un songe (1635) de Calderón utilise au théâtre l'indistinction du rêve et de la réalité pour le personnage de Sigismond : celui-ci, élevé en captivité, est libéré une journée pour voir s'il ferait un bon roi, et comme il se révèle violent, on l'enferme de nouveau en lui faisant croire que sa libération n'était qu'un rêve.
- L'illusion formée sur le modèle du rêve est utilisée dans l'épisode La Ménagerie (1966) de la série Star Trek. Le personnage Christopher Pike, capitaine du vaisseau spatial Enterprise, vit plusieurs « rêves » provoqués par les Talosiens, qui cherchent à le conditionner mentalement pour en faire un esclave.
- L'argument du rêve est illustré dans le film Matrix (1999) et ses suites des Wachowski, qui expose une humanité exploitée, mais inconsciente de son état de servitude puisqu'intégralement immergée dans une vie illusoire. Il n'est pas certain cependant qu'il s'agisse ici de rêve, plutôt de la simulation virtuelle et numérique d'une réalité.
- Dans le film Inception (2010) de Christopher Nolan, les rêves sont imbriqués les uns dans les autres (un rêve dans un rêve) jusqu'à quatre (ou cinq ?) niveaux. Mallorie Cobb, l'épouse de Dominic, ne sait plus où se situe le « niveau Zéro ». Même éveillée, Mall avait continué à croire qu'elle vivait encore un rêve, ce qui l'avait poussé à se tuer réellement.